# 23 Ursae Majoris
23 Majoris (23 UMa / h Ursae Majoris) è una stella nella costellazione Orsa Maggiore di magnitudine apparente +3,66 distante 76 anni luce dal sistema solare. Si tratta di una stella binaria formata da una stella subgigante di classe spettrale F0IV e da una debole compagna di classe K7 di magnitudine +9,19.

## Caratteristiche del sistema
La stella principale è una subgigante bianco-gialla con una massa 1,74 volte quella del Sole e 14 volte più luminosa, mentre la seconda componente, una nana arancione con massa 0,63 quella solare, si trova ad una distanza di circa 530 UA dalla principale, e ruota attorno al comune centro di massa in un periodo superiore ai 7900 anni.
La principale ha un periodo di rotazione inferiore ad un giorno, in virtù della sua alta velocità di rotazione, di 147 km/s, e pare essere una variabile Delta Scuti, nonostante non esistano studi precisi al riguardo.